# نيكولاي راينا
نيكولاي راينا (بالرومانية: Nicolae Rainea)‏، (و. 19 نوفمبر 1933 - ت. 1 أبريل 2015)، حكم كرة قدم روماني دولي سابق.
حكم في بطولات كأس العالم 1974، و1978، و1982.

## روابط خارجية
- نيكولاي راينا على موقع Soccerway.com (الإنجليزية)